# Aztlán 1.ª Sección
Aztlán 1.ª Sección es una localidad del municipio de Centro ubicado en la subregión centro del estado mexicano de Tabasco.

## Geografía
La localidad de Aztlán 1.ª Sección se sitúa en las coordenadas geográficas 18°03′47″N 92°45′25″O / 18.063056, -92.756944, a una elevación de 10 metros sobre el nivel del mar.

## Demografía
Según el Conteo de Población y Vivienda 2020, efectuado por el Instituto Nacional de Estadística y Geografía, la localidad de Aztlán 1.ª Sección tiene 676 habitantes, de los cuales 335 son del sexo masculino y 341 del sexo femenino. Su tasa de fecundidad es de 2.46 hijos por mujer y tiene 187 viviendas particulares habitadas.
| Gráfica de evolución demográfica de Aztlán 1.ª Sección entre 1950 y 2020 |
|                                                                          |
| INEGI.                                                                   |